# 米歇尔·勒佩勒捷的最后时刻

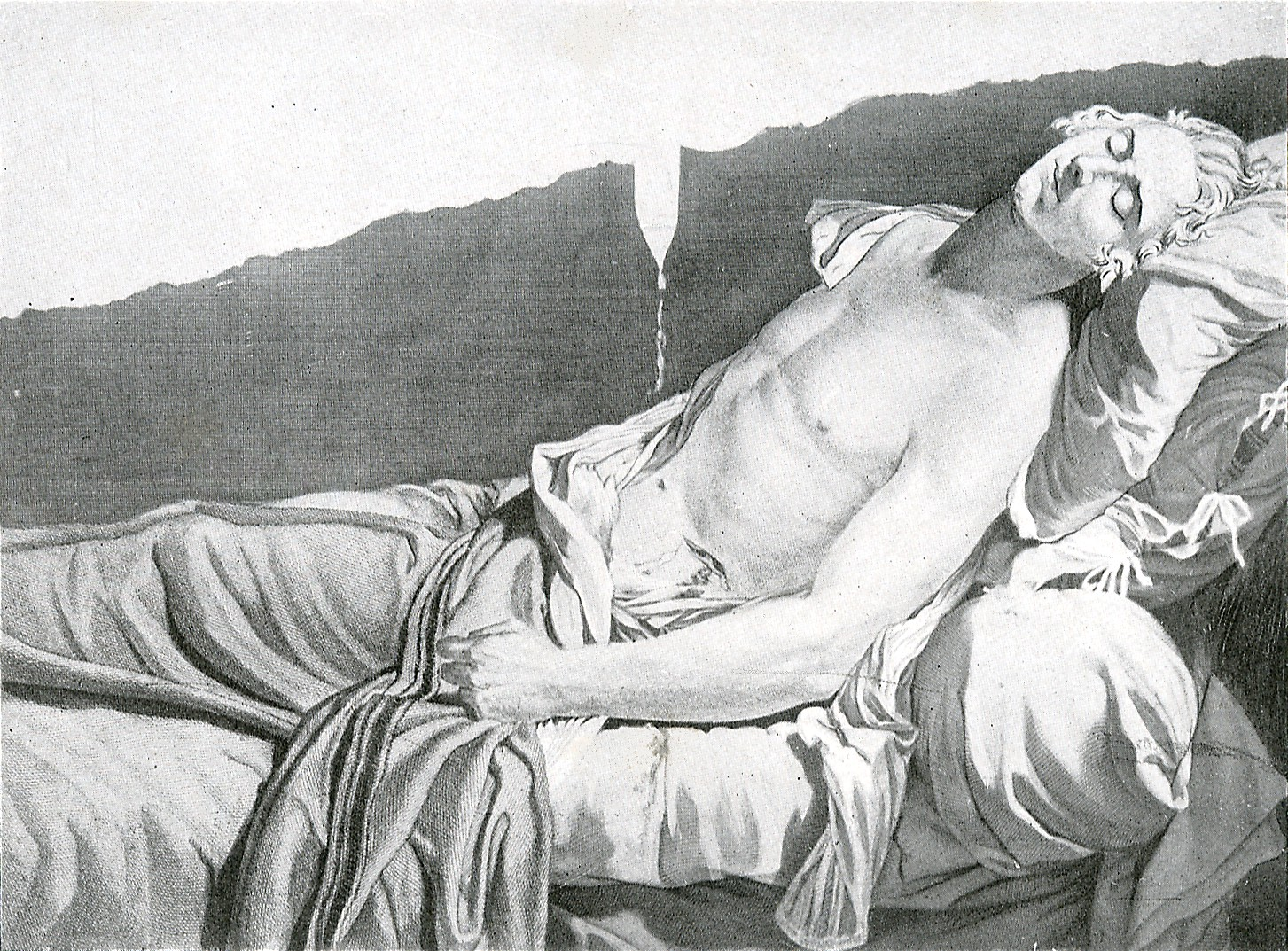

《米歇尔·勒佩勒捷的最后时刻》（The Last Moments of Michel Lepeletier）是法国艺术家雅克-路易·大卫的一幅画作，创作于1793年。
这幅画现已失踪，画作的主人公米歇尔·勒佩勒捷因投票赞成处死路易十六而遇刺身亡。这幅画与大卫的另一幅画作《马拉之死》，一起组成国民公会会议厅的一对双联画。这两幅画作和《年轻的巴拉之死》（The Death of Young Bara）形成了专门献给法国大革命烈士的一个系列。
这幅画在1795年拆卸下来，归还给画家大卫。他一直持有这幅画，直到他在布鲁塞尔去世。此后，他的家人将它卖给了主人公的女儿路易丝·苏珊娜·德·莫尔特方丹（Louise Suzanne de Mortefontaine）。在此之后，它就不知所踪，很可能路易丝已将其销毁，尽可能抹去她父亲在大革命中的任何痕迹。现在只能通过阿纳托利·德斯沃什的画和塔尔迪乌的雕刻来了解。